# Charles Barberet
Charles Barberet (Cotlliure, 10 de desembre del 1805 - 5 de març del 1887) va ser un historiador i geògraf nord-català, autor d'un bon nombre de llibres de text.

## Biografia
Charles-Joseph Barberet obtingué l'agregadoria d'història el 1835 i exercí de professor d'història i de geografia al liceu Louis-le-Grand de París. Posteriorment fou inspector d'ensenyament ("Inspecteur d'Académie") a l'Académie del Var (districte educatiu, amb sèu a Draguinhan, 1852), a la de Grenoble (en va ser rector de l'11/09/1852 al 24/01/1853) i a la de Montpeller, on es jubilà el 1865.
Va publicar, sol o en col·laboració, llibres d'història i geografia per a l'ensenyament que van tenir nombroses reedicions. Fou distingit amb el rang de cavaller de la Legió d'Honor el 13 d'agost del 1862.

## Obres
Selecció d'obres
- Géruzez, Eugène; Barberet, Charles; Bouchitté, Louis Firmin Hervé; Herbet, Edouard. Leçons d'histoire.  París: Hachette, 1838. Noves edicions 1847; 1856; 1874
- Barberet, Charles; Magin-Marrens, Alfred. Précis de géographie historique universelle.  París: Dezobry, E. Magdeleine et Cie; Delamarche, éditeur, 1840-1841. («exemplar digitalitzat».)
- Charma, Antoine; Barberet, Charles; Cortambert, Eugène; Lesieur, Augustin-Henry; Saigey, Jacques-Fréderic. Nouveau manuel du baccalauréat ès lettres, contenant les mémentos du bac ès lettres.  París: Hachette, 1841. Reedicions 1843, 1844, 1845, 1846
- Barberet, Charles; Val-Parisot. Réponses aux questions d'histoire contenues dans le programme adopté pour l'examen du baccalauréat ès lettres.  París: Hachette, 1841.
- Curs coescrit amb Alfred Magin-Marrens (Paris, Dezobry et E. Magdeleine): «Cours complet de géographie historique. Cours de sixième : Géographie ancienne, 1re partie», (1841; 1844; 1846; 1851). «Cours complet de géographie historique, extrait du Précis de géographie historique universelle. cours de cinquième. Deuxième partie, Géographie ancienne», (1841; 1844; 1846; 1851). «Cours complet de géographie historique, extrait du Précis de géographie historique universelle. Géographie romaine, à l'usage du cours de 4ème», (1841; 1845; 1851). «Cours complet de géographie historique. Extrait du précis de géographie historique. Cours de troisième. Géographie du moyen âge», (1841). «Cours complet de géographie historique, extrait du Précis de géographie historique universelle. Cours de seconde. Géographie moderne», (1841). «Cours complet de géographie historique, extrait du Précis de géographie historique universelle. Cours de rhétorique. Géographie de la France», (1841; 1853).
- Cours d'histoire de France, nouveau cours d'études.  París: Hachette, 1842. Dues edicions
- Barberet, Charles; Magin-Marrens, Alfred; Périgot, Charles. Abrégé de geographie moderne à l'usage de tous les établissements d'instruction publique.  París: Dezobry et E. Magdeleine et Cie; Dezobry et Tandou; Delagrave, 1845. 28 reedicions fins al 1883
- Atlas de géographie ancienne: pour servir à l'intelligence de l'histoire. 1e partie, Cours de sixième, Depuis la création du monde jusqui'a la fin de la guerre médique.  París: Dezobry, E. Magdeleine et Cie, 1845. («exemplar digitalitzat».)
- Atlas de géographie ancienne: pour servir à l'intelligence de l'Histoire. 2e partie, Cours de cinquième, Depuis la fin de la guerre médique jus'a la réduction en provinces romaines de la Grèce et des divers états formés des débris de l'Empire Macédonien.  París: Dezobry, E. Magdeleine et Cie, 1846. («exemplar digitalitzat».)
- Atlas de géographie du moyen age Cours de troisième. Pour servir à l'intelligence de l'histoire. Depuis l'invasion des barbares jusqu'a la prise de Constantinople par les Turcs Ottomans (376-1453).  París: Dezobry, E. Magdeleine et Cie, 1846.
- Duruy, Victor; Barberet, Charles; Brechillet-Jourdain, Charles-Marie Gabriel; Cortambert, Eugène; Lesieur, Augustin-Henry. Nouveau manuel du baccalauréat ès lettres, questions d'histoire ancienne et romaine, questions d'histoire du Moyen Age et moderne, rédigé conformément à l'arrêté du 17 mars 1848, contenant le développement des questions de philosophie, de littérature....  París: Hachette, 1848. Noves edicions del 1849, 1850, 1858 (amb algun canvi en els coautors)
- Questions d'histoire du moyen âge et moderne pour l'examen du baccalauréat ès lettres, développées conformément à l'arrêté du 17 mars 1848.  París: Hachette, 1848. Reedicions 1849, 1850
- Duruy, Victor; Barberet, Charles; Brechillet-Jourdain, Charles-Marie Gabriel; Cortambert, Eugène; Lesieur, Augustin-Henry. Mémento du baccalauréat ès lettres, ou réponses claires et précises à toutes les questions du programme officiel, destiné à aider la mémoire du candidat pendant la préparation et au moment de l'examen. Extraites du Nouveau manuel du baccalauréat ès lettres.  París: Hachette, 1849. Reeditat el 1850
- Curs coescrit amb Alfred Magin-Marrens (Paris, Dezobry et E. Magdeleine): «Cours de géographie physique et politique rédigé d'après les programmes du 30 août 1852. 1re partie. Classe de troisième: Grandes divisions du globe; 2e partie. Classe de seconde: États européens (la France exceptée). Histoire sommaire de la géographie. Géographie statistique des productions et du commerce des principales contrées; 3e partie. Classe de rhétorique: Géographie physique et politique de la France», (1852-1853).
- Histoire du Moyen Âge et histoire de France.  París: Hachette, 1856.
- Discours prononcé par M. Barberet,... à la distribution des prix des trois collèges du département de Tarn-et-Garonne.  Montauban: impr. de Lapie-Fontanel, 1857.
- Atlas de géographie moderne : a l'usage des classes élémentaires des lycees et des colléges...  París: Dezobry, Fd. Tandou et Cie, 1861. («exemplar digitalitzat».)
- Barberet, Charles; Périgot, Charles (cartografia). Atlas général de géographie physique et politique, ancienne, du moyen âge et moderne.  París: Ch. Delagrave et Cie, 1864. reedicions 1865, 1875
- Situation de l'Enseignement primaire dans le département des Pyrénées-Orientales.  Perpinyà: A. Tastu, 1865.